# Tillandsia laxissima
Tillandsia laxissima är en gräsväxtart som beskrevs av Carl Christian Mez. Tillandsia laxissima ingår i släktet Tillandsia och familjen Bromeliaceae.

## Underarter
Arten delas in i följande underarter:
- T. l. laxissima
- T. l. moorei